# Edobico
Edobico o Edobich (en latín: Edobichus, f. 411) fue un militar franco, que tomó parte en la usurpación de Constantino III contra el emperador Flavio Honorio. 

## Biografía
Edobico fue uno de los principales generales de Constantino. En el 407, cuando el usurpador fue sitiado en Valentia (actual Valence-sur-Rhône) por Sarus (lugarteniente de Estilicón), intervino de forma decisiva, junto a Geroncio, en el levantamiento del sitio.
En el 410 Geroncio se rebeló contra Constantino elevando a Máximo, posiblemente su hijo, como nuevo usurpador. Edobico, nombrado magister utriusque militiae, fue enviado por Constantino al otro lado del Rin para buscar refuerzos entre los germanos.
En Hispania, Geroncio derrotó y luego asesinó a Constante II coemperador e hijo de Constantino. A continuación puso bajo sitio a Constantino y su otro hijo Juliano en Arelate (actual Arlés). Flavio Constancio, general de Honorio, se dirigió a Arelate y levantó el asedio derrotando a las tropas de Geroncio y continuó el asedio contra Constantino por otros tres meses. Finalmente llegaron los refuerzos de Edobico en 411, formados por un gran ejército de francos y alamanes y la batalla decisiva se libró en las afueras de Arelate, donde Edobico fue finalmente derrotado. 
Edobico encontró refugio en la propiedad de un amigo, Ecdicio, pero fue traicionado y asesinado.